# Antoinette van Dijk
Antoinette van Dijk (Amsterdam, 23 augustus 1879 - Den Haag, 24 juni 1975) was een operazangeres en zangeres van Oudhollandse liedjes.

## Biografie
Van Dijk werd opgeleid als zangeres door Catharina van Rennes en zong vervolgens opera in Engeland, Schotland, Ierland, Duitsland, Italië en Nederland. Haar zangcarrière kwam ten einde toen in 1914 de Eerste Wereldoorlog uitbrak. In 1915 maakte ze nog een tournee met de zanger Jean-Louis Pisuisse; ze bracht een repertoire van Oudhollandse liedjes. Ze trad ook op met de zanger Jan van Riemsdijk. 
Vanaf 1919 verzorgde Antoinette van Dijk kindermiddagen met zang en voordrachten. Ze schreef onder meer de sinterklaasliedjes 'Vijf december, vijf december / ha, dat is de blijde dag',  'Wees welkom vandaag in ons midden / ziet, uw zetel staat al klaar', en het nog steeds gezongen "Dag Sinterklaasje", waarin de naam Zwarte Piet voor het eerst voorkomt.
In mei 1924 debuteerde ze voor de microfoon van de Hilversumsche Draadlooze Omroep met een kinderuurtje. Zestien jaar lang was ze wekelijks present met verhalen, liedjes, spelletjes, raadsels en gasten. In een aparte rubriek feliciteerde ze jarige kinderen. In maart 1926 kwam er een ziekenuur bij. Bekend werd Ons Spaarpotje, een fonds waarin luisteraars geld kunnen storten waarvan radiotoestellen gekocht kunnen worden voor ziekenhuizen, kindertehuizen en ouden van dagen. Ze schreef ook veel voor de Radiobode, het programmablad van de AVRO. Veel van haar verhalen en liedjes zijn ook uitgegeven. In mei 1940, direct na de Duitse bezetting, werd ze door AVRO-directeur Willem Vogt ontslagen.
Zij overleed op 95-jarige leeftijd in het Haags Hervormd Rusthuis.

## Externe bronnen
- Lemma over Van Dijk op Beeld en Geluid Wiki
- Lemma over Van Dijk op Biografisch Woordenboek van Nederland, Huygens ING

## Referentie
1. ↑  Henk van Gelder en Jacques Klöters: Door de nacht klinkt een lied. Amusement in Nederland 1940-1945, uitg. 1985 p. 22

- Bibliothèque nationale de France: cb177159158 (data)
- Biografisch Portaal: 08790270
- Digitale Bibliotheek voor de Nederlandse Letteren: dijk098
- International Standard Name Identifier: 0000 0003 8914 9022
- Nederlandse Thesaurus van Auteursnamen: 072278110
- Virtual International Authority File: 282453546
- WorldCat: E39PBJyCBMG9vFYtMd77w49MT3